# (2505) Hebei
(2505) Hebei es un asteroide perteneciente al cinturón de asteroides, descubierto el 31 de octubre de 1975 por el equipo del Observatorio de la Montaña Púrpura desde el Observatorio de la Montaña Púrpura, Nankín (China).

## Designación y nombre
Designado provisionalmente como 1975 UJ. Fue nombrado Hebei en homenaje a Hebei provincia de la República Popular China.